# Enrique Balech
Enrique Balech (Telén, La Pampa, 17 de agosto de 1912 - Necochea, 27 de agosto de 2007) fue un biólogo argentino.
Profesor en Ciencias Naturales (Instituto Superior del Profesorado Joaquín V. González, 1937). Fue becado por el Gobierno francés (1951), la Fundación Guggenheim (EE. UU., 1957-59) y el CONICET (1961). Investigador Visitante del Departamento de Oceanografía de Texas A&M University (1946-1965).  Tuvo la oportunidad de desarrollar su carrera íntegramente en EE. UU., pero prefirió regresar a Argentina, con su esposa Electra y continuar aquí su fecunda tarea de investigación científica.  En el Museo Argentino de Ciencias Naturales Bernardino Rivadavia fue Jefe del Laboratorio de Protistología (1937-47), de la división de Biología Marina y de la estación hidrobiológica Puerto Quequén. 
Sus investigaciones pasaron de las aguas dulces al ambiente marino. Fue el pionero en el país del uso de los organismos planctónicos como indicadores oceanográficos y ubicó por primera vez el límite sur de la Corriente de Brasil y su estructura de meandros, única en el océano Atlántico, el frente cálido-frío [corrientes de Brasil y las Malvinas] y la formación de amplias áreas de mezcla", indica el Inidep. Más tarde, satélites y buques oceanográficos confirmaron estos datos oceanográficos. 
Fue Miembro de la Academia Nacional de Ciencias Exactas, Físicas y Naturales y senador de la Academia Internacional de Ciencias de San Marino. Recibió el Premio Eduardo L. Holmberg, el Premio en Zoología de la Sociedad Científica Argentina (1993) y fue distinguido por su labor pionera en la Tercera Conferencia Internacional sobre dinoflagelados tóxicos y con el Premio Konex en 1993 por su trayectoria en la última década. Publicó más de 100 trabajos científicos, libros y monografías. 
Fue un destacado defensor de la lengua internacional esperanto, en la que escribió un diccionario especializado en su campo.